# Трећа влада Љубомира Давидовића
Трећа влада Љубомира Давидовића је била влада Краљевине Срба, Хрвата и Словенаца која је владала од 27. јула 1924. до 6. новембра 1924. године.

## Историја
Одјек проглашења Опозиционог блока у народу је био велики. Пашић је краљу поново предложио распуштање Скупштине, на шта краљ није пристао, јер би тиме отворено издао начела парламентаризма. Пашић је због тога понудио оставку, а краљ је састав нове владе поверио Љуби Давидовићу. Давидовићева влада формирана је 27. јула 1924. године и у њу су ушли представници странака Опозиционог блока и радикалски дисидент Настас Петровић. За ХРСС су остављена четири места јер се од странке сада очекивао улазак у владу (ова места привремено су попуњена другим министрима). Влада је трајала до 15. октобра исте године. Почетком октобра влада упада у кризу коју је изазвао министар војни Стеван Хаџић који је нападао Радића због његових политичких говора против војске, Радикалне странке и министарства војног у Загребу. Централистички политичари у периоду од маја до октобра развили су пуну акцију против Давидовићеве владе. Пашић се креће међу људима дворске камариле и шири нерасположење према Давидовићевој влади и Опозиционом блоку. На двору је нераположење према влади било велико. Радикали у говорима апелују да се влада Опозиционог блока уклони у име жртава из Великог рата. Резултат ових настојања је оставка Љубомира Давидовића 15. октобра 1924. године. Давидовић је напао непосредно краља оптужујући га за повреду парламентаризма и Видовданског устава и изјављујући да је приморан на оставку. Почетком новембра формирана је трећа Пашић-Прибићевићева влада која није имала већину у Скупштини. Међутим, краљ је распустио скупштину већ након 4 дана и заказао нове изборе за 8. фебруар 1925. године. Истовремено, влади је оставио отворене руке за сукоб са федералистима. Отпочео је тзв. режим „кундака“ министра унутрашњих послова Божидара Максимовића.

### Бекство Стјепана Радића из земље
Апстиненција из Скупштине почела се негативно одражавати на саму ХРСС. Када је сама ХРСС покушала да прекине апстиненцију, радикалска влада је нашла начина да то спречи. У ХРСС је то потврдило мишљење да се са радикалском владом не може праведно решити тзв. „хрватско питање“. Радић је већ 1919. године покушао да у његовом решавању укључи америчког председника Вудроа Вилсона који је, међутим, одбио да се меша у унутрашња питања Краљевине СХС. К томе је још придодата опасност да Радић буде лишен слободе због увреде краља (и краљице). Зато је он побегао из земље 21. јула 1924. године . Он је побегао не само да се спаси од хапшења већ и да у иностранству потражи помоћ од неких влада за федералистички покрет у Хрватској. На путовању се Радић задржао до 11. августа. Посетио је Беч, Берлин, Париз и Лондон, али је најзначајнија била његова посета Москви. Тамо је ХРСС учланио у Сељачку интернационалу (Међународни сељачки савет) која је тада била под контролом Комунистичке, односно Треће интернационале. Вођство ХРСС усвојило је овај Радићев поступак означивши га као „прву реалну везу између народа хрватског и народа руског“. Радић је изјавио да се ХРСС тако повезала са велесилом која није везана за версајски уговор. Он оптужује београдску владу за сарадњу са Врангеловим белогардејцима. Када је Давидовићева влада пала и на власт поново дошла Пашић-Прибићевићева (6. октобар), показало се да ће власти повести борбу против ХРСС.

## Чланови владе
| Функција                                                          | Слика | Име и презиме          | Детаљи |
| ----------------------------------------------------------------- | ----- | ---------------------- | ------ |
| Председник Министарског савета                                    |       | Љубомир Давидовић      |        |
| Министар иностраних дела                                          |       | Војислав Д. Маринковић |        |
| Министар војске и морнарице                                       |       | Стеван Хаџић           |        |
| Министар унутрашњих дела                                          |       | Настас Петровић        |        |
| Министар правде                                                   |       | Хамид Храсница         |        |
| Министар просвете и заступник министра вера                       |       | Антон Корошец          |        |
| Министар финансија                                                |       | Мехмед Спахо           |        |
| Министар грађевина                                                |       | Драгутин Пећић         |        |
| Министар трговине и индустрије и заступник министра шума и руда   |       | Илија Шуменковић       |        |
| Министар пољопривреде и вода                                      |       | Фран Куловец           |        |
| Министар пошта и телеграфа                                        |       | Петар Марковић         |        |
| Министар социјалне политике и заступник министра народног здравља |       | Шефкија Бехмен         |        |
| Министар аграрне реформе                                          |       | Иван Весењак           |        |
| Министар саобраћаја                                               |       | Антон Сушник           |        |